# Port lotniczy Benjamin Rivera Noriega
Port lotniczy Benjamin Rivera Noriega – port lotniczy, zlokalizowany na portorykańskiej wyspie Culebra.

## Linie lotnicze i połączenia
- Cape Air (San Juan)
- JetBlue Airways (Nowy Jork-Kennedy'ego, Orlando)
- Spirit Airlines (Fort Lauderdale) [sezonowe]